# Pseudogliomastix protea
Pseudogliomastix protea är en svampart som först beskrevs av Pier Andrea Saccardo, och fick sitt nu gällande namn av W. Gams 1985. Pseudogliomastix protea ingår i släktet Pseudogliomastix, ordningen Coniochaetales, klassen Sordariomycetes, divisionen sporsäcksvampar och riket svampar.   Inga underarter finns listade i Catalogue of Life.